# Donji Lepuri
Donji Lepuri falu Horvátországban Zára megyében. Közigazgatásilag Benkovachoz tartozik.

## Fekvése
Zárától légvonalban 41, közúton 51 km-re, községközpontjától 10 km-re délkeletre, Dalmácia északi részén, Ravni kotari tájegységen, a Benkovacról Skradinra vezető főút mentén  fekszik. Két részből, Donje- és Gornje Lepuriból áll.

## Története
Lepuri vidékén már az ókorban pezsgő élet volt. Ez a termékeny, mezőgazdasági művelésre kiválóan alkalmas terület a közeli, a liburnok és a rómaiak által emelt antik város, Asseria határában feküdt. A római kori leletek közül említésre méltó egy ezüst fibula Róma város alapítóinak Rumulusnak és Remusnak az ábrázolásával.  A régészeti feltásások eredményei alapján mai Szent Márton templom helyén már a 6. században monumentális ókeresztény templom állt, de a neves horvát régész I. Petricoli szerint már a rómaiak előtt is állt itt épület. Ennek alapjain a 9. században a horvátok építettek új templomot. A kora középkori épület számos, rendkívül szépen faragott kőtöredéke került elő a feltárások során. A falu a középkorban a közeli Kožlovac várának uradalmához tartozott. A 11. században a Novak kút határrészén kisebb vár is állt, ahonnan Kálmán magyar király ezüstpénze is előkerült. A környékbeli településekkel együtt 1527-ben elfoglalta a török. A templomot a török-velencei háborúk során a 17. században lerombolták, de a 17. és 18. század fordulóján újjáépítették. A korabeli leírások szerint a kandiai háború (1645-1669) idején teljesen romokban állt. A falu 17. század végén szabadult fel uralma alól. A falu mai neve valószínűleg csak a 18. század közepétől használatos, személynévi eredetű. (A falu első lakói között említik Grgo Lepurt a vránai morlakok vezérét.) 1797-ig a Velencei Köztársaság része volt. Miután a francia seregek felszámolták a Velencei Köztársaságot a campo formiói béke értelmében osztrák csapatok szállták meg. 1806-ban a pozsonyi béke alapján az Első Francia Császárság Illír Tartományának része lett. 1815-ben a bécsi kongresszus újra Ausztriának adta, amely a Dalmát Királyság részeként Zárából igazgatta 1918-ig. A településnek 1857-ben 175, 1910-ben 182 lakosa volt. Az első világháború után előbb a Szerb-Horvát-Szlovén Királyság, majd Jugoszlávia része lett. A második világháború idején 1941-ben a szomszédos településekkel együtt Olaszország fennhatósága alá került. Az 1943. szeptemberi olasz kapituláció után újra Jugoszlávia része lett. 1991-ben lakosságának 86 százaléka horvát, 13 százaléka szerb nemzetiségű volt. 1991 szeptemberében a település szerb igazgatás alá került és a Krajinai Szerb Köztársaság része lett. Templomát a szerbek lerombolták, horvát lakossága elmenekült. 1995 augusztusában a Vihar hadművelet során foglalta vissza a horvát hadsereg. Szerb lakossága elmenekült. A falunak 2011-ben 174 lakosa volt, akik főként mezőgazdasággal és állattartással foglalkoztak.

## Lakosság
| Lakosság változása | Lakosság változása | Lakosság változása | Lakosság változása | Lakosság változása | Lakosság változása | Lakosság változása | Lakosság változása | Lakosság változása | Lakosság változása | Lakosság változása | Lakosság változása | Lakosság változása | Lakosság változása | Lakosság változása | Lakosság változása |
| ------------------ | ------------------ | ------------------ | ------------------ | ------------------ | ------------------ | ------------------ | ------------------ | ------------------ | ------------------ | ------------------ | ------------------ | ------------------ | ------------------ | ------------------ | ------------------ |
| 1857               | 1869               | 1880               | 1890               | 1900               | 1910               | 1921               | 1931               | 1948               | 1953               | 1961               | 1971               | 1981               | 1991               | 2001               | 2011               |
| 175                | 379                | 130                | 141                | 150                | 182                | 296                | 188                | 313                | 379                | 425                | 405                | 331                | 272                | 151                | 174                |

## Nevezetességei
Szent Márton tiszteletére szentelt római katolikus temploma ókori építmény alapjaira épült a 6. században. A 9. században újjáépítették, de a török velencei háborúk során újra lerombolták. A 17. és a 18. század fordulóján újjáépítették. A délszláv háború során 1991-ben lerombolták a szerb szabadcsapatok. A háború után a spliti múzeum által végzett régészeti feltárások során kerültek elő az ókori és a kora középkori épület alapfalai, de több ókori és középkori pénzérmét is találtak,. Az új, modern stílusú  templomot 2000-ben építették fel, 2001-ben szentelte fel Ivan Prenđa zárai érsek. A templom körül temető található.